# Hedwig von Schreibershofen

Hedwig von Schreibershofen um 1890

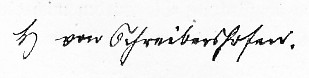
Signatur von Hedwig von Schreibershofen

Hedwig von Schreibershofen, geb. Strauß (* 14. September 1840 in Bückeburg; † 28. Oktober 1922 in Hannover) war eine deutsche Schriftstellerin.

## Leben
Sie war eine Tochter des Staatsmannes und Dichters Viktor von Strauß und Torney und seiner Frau Albertine von Torney sowie Schwester von Hugo von Strauß und Torney und Lothar von Strauß und Torney. Sie wuchs im religiösen Elternhaus auf und besuchte in Bückeburg die höhere Töchterschule, die unter der Aufsicht der Fürstin zu Schaumburg-Lippe Ida Karoline Luise zu Waldeck-Pyrmont (1796–1869) stand. Mit Prinzessin Elisabeth Wilhelmine (1841–1926), die nur ein Jahr jünger als sie war, stand Hedwig von Schreibershofen in freundschaftlichem Kontakt und erhielt durch sie die Möglichkeit, die Besucher des Fürstenhofs kennenzulernen. Ihren Vater begleitete sie auf Reisen unter anderem nach Frankfurt am Main und kam durch ihn in Kontakt mit Schriftstellern und Gelehrten ihrer Zeit.
Im Jahr 1861 befiel Hedwig von Schreibershofen ein Nervenleiden, das bis 1862 anhalten sollte. Sie ließ sich im Sommer 1862 auf Norderney behandeln, wo sie den königlich sächsischen Oberleutnant Johannes Freiherr von Schreibershofen (1828–1902) kennenlernte. Sie heirateten 1863 und Hedwig von Schreibershofen folgte ihm im selben Jahr nach Dresden. Bis 1866 lebte Hedwig von Schreibershofen mit ihrem Mann in verschiedenen sächsischen Garnisonen und verbrachte die Jahre von 1866 bis 1870 allein in Dresden. Nach einem Umzug nach Blasewitz im Jahr 1873 lebte das Ehepaar ab 1876 erneut in Dresden, um 1898 auf der Sophienstraße 6 in Oberlößnitz, unternahm jedoch häufig Reisen nach Italien und in die Alpen. Der Ehe entstammten zwei Söhne.
Im Jahr 1873 wurde die Tochter ihres Bruders Lothar geboren, die spätere Dichterin und Schriftstellerin Lulu von Strauß und Torney (1873–1956).
Nach Johannes von Schreibershofens Tod im Jahr 1902 zog Hedwig von Schreibershofen 1906 nach München und im folgenden Jahr nach Karlsruhe. Sie verstarb 1922 in Hannover.

## Werke
- Die Sühne. Roman in 3 Bänden. Janke, Berlin 1887.
- Im Wechselspiel des Lebens. Roman. Janke, Berlin 1892.
- Graf Eßterhazy. Roman. Costenoble, Jena 1895.
- David Beronski. Aus den Papieren meines Oheims. Roman. Hillger, Berlin/Eisenach/Leipzig 1898.
- Antonie. Roman. Taendler, Berlin 1899. (2. Auflage 1906)
- Italienisches. 6 Novellen. Carl Winter’s Universitätsbuchhandlung, Heidelberg 1891.
- Jan van Knebel. Aus Antwerpens Inquisitionszeit. Erzählung. Müller, Halle/Bremen 1903.
- Mira. Roman. Taendler, Berlin 1903.
- Heißes Blut und anderes. Novellen. 1904.[1]
- Sennorita Dolores. Roman. Habbel, Regensburg 1905.
- Unter dem Gesetze. Roman. Habbel, Regensburg 1909.
- Dunkle Wege. Erzählungen. Deutsche Evangelische Buch- u. Traktatgesellschaft, Berlin 1920.